# الوكالات المستقلة في حكومة الولايات المتحدة

الشعار الخاص للوكالات المستقلة للحكومة الفيدرالية

الوكالات المستقلة التابعة للحكومة الفيدرالية للولايات المتحدة هي وكالات موجودة خارج الإدارات التنفيذية الفيدرالية (تلك التي يرأسها وزير) والمكتب التنفيذي للرئيس.  (ص 6) بمعنى أضيق ، يشير المصطلح فقط إلى تلك الإدارات الوكالات المستقلة التي ، على الرغم من اعتبارها جزءًا من السلطة التنفيذية ، تتمتع بسلطة تنظيمية أو سلطة وضع القواعد وهي معزولة عن الرقابة الرئاسية ، عادةً لأن سلطة الرئيس في إقالة رئيس الوكالة أو أحد الأعضاء محدودة
يحدد كل منح قانوني للسلطة ، والذي تم إنشاؤه من خلال قوانين منفصلة أقرها الكونغرس ، الأهداف التي يجب أن تعمل الوكالة لتحقيقها ، وكذلك المجالات الموضوعية ، إن وجدت ، التي قد يكون لها سلطة وضع القواعد عليها. عندما تكون قواعد الوكالة (أو اللوائح) سارية ، تتمتع بسلطة القانون الفيدرالي.